# Anna Wintour (singel)
Anna Wintour – singel promujący nadchodzący album studyjny amerykańskiej raperki Azealii Banks, Fantasea II: The Second Wave. Został wydany w internetowych serwisach muzycznych 6 kwietnia 2018 roku. Jest to pierwszy singel z płyty, mimo że w 2017 jako taki ogłoszono „Escapades”. W styczniu 2018 roku Banks zmieniła plany dotyczące promocji krążka i skupiła się na „Anna Wintour” jako głównym singlu.
Muzycznie utwór jest połączeniem hip-hopu i house. Jego tytuł odnosi się do redaktor naczelnej amerykańskiego wydania magazynu mody Vogue, Anny Wintour. Banks chciała swym utworem oddać hołd dziennikarce, jako „kobiecie, która urodziła się na tym świecie z absolutną pewnością, gdzie jest jej miejsce”.
Raperka oznajmiła, że „napisała tę piosenkę o znajdowaniu siebie i Boga. Niekoniecznie z myślą o religii; ten utwór został napisany, by ucieleśnić uczucie łączenia się ze Wszechświatem”.
Pierwotnie w nagrywaniu singla miała uczestniczyć także Mel B, znana z występów w Spice Girls. Nie mogła ona jednak ukończyć współpracy ze względu na problemy natury osobistej.

## Lista utworów
- Digital download[6]

1. "Anna Wintour" – 4:33

## Notowania
| Lista (2018)                              | Najwyższa pozycja |
| ----------------------------------------- | ----------------- |
| US Hot Dance/Electronic Songs (Billboard) | 24                |